# Kolcomysz cypryjska
Kolcomysz cypryjska (Acomys nesiotes) – gatunek ssaka podrodziny sztywniaków (Deomyinae) w rodzinie myszowatych (Muridae), występujący endemicznie na Cyprze. Nie wyróżnia się podgatunków.

## Klasyfikacja
Gatunek po raz pierwszy zgodnie z zasadami nazewnictwa binominalnego opisała w 1903 roku na podstawie okazów zebranych rok wcześniej brytyjska paleontolożka Dorothea Bate nadając mu nazwę Acomys nesiotes. Holotyp pochodził ze wzgórza niedaleko miejscowości Dikomo, w górach Kierinia, w Cyprze. 
Pierwotnie gryzoń ten został opisany w randze gatunku, następnie klasyfikowany w randze podgatunku kolcomyszy skalnej (Acomys cahirinus) lub arabskiej (A. dimidiatus). Obecnie jest uznawany za osobny gatunek ze względu na jego odmienny garnitur chromosomowy (2n = 38, FNa = 66), cechy morfologiczne i izolację na Cyprze, aczkolwiek istnieją przesłanki, że gryzonie te wywodzą się od kontynentalnych kolcomyszy i mogły przybyć na wyspę z ludźmi.

### Etymologia
- Acomys: gr. ακη akē „ostry punkt”; μυς mus, μυός muos „mysz”[7].
- nesiotes: gr. νησιωτης nēsiōtēs „wyspiarz”, od νησος nēsos „wyspa”[8].

## Występowanie
Gryzonie te występują w skalistych obszarach wyspy, znany z czternastu stanowisk na północnym i południowym wybrzeżu Cypru. Podejrzewa się istnienie dwóch osobnych populacji, w górach Trodos na południu i Kierinia na północy, rozdzielonych równiną Mesaoria. Gatunek jest słabo poznany, mimo prób w latach 80. i 90. XX wieku nie schwytano żadnego osobnika, stwierdzono natomiast występowanie na badanych terenach inwazyjnych szczurów śniadych (Rattus rattus). Konkurencja z ich strony oraz utrata siedlisk, związana z rozwojem dróg i ludzkich zabudowań, stanowią zagrożenie dla kolcomyszy cypryjskiej. W 2007 roku cztery osobniki zostały schwytane w okolicy Nikozji, na wysokości 600 m n.p.m., co dowiodło, że gatunek ten przetrwał.

## Wygląd
Długość ciała (bez ogona) 97–135 mm, długość ogona 91–118 mm, długość ucha 17–22 mm, długość tylnej stopy 18,8–22 mm; masa ciała 37–70 g. Kolcomysz cypryjska ma biały brzuch, dłonie i stopy, jasnobrązowe boki ciała i szarobrązowy grzbiet. Typowe dla kolcomyszy kolczaste włosy na grzbiecie są jasnoszare lub bezbarwne oprócz ciemniejszej końcówki i sprawiają, że wydaje się cętkowany. Młode mają szary cały wierzch ciała, oprócz kończyn. Z wyglądu gryzoń przypomina lepiej znane kontynentalne kolcomyszy arabskie, jednak ma znacznie krótszy ogon. Jest on z wierzchu szary („mysi”), od spodu jaśniejszy; rzadko pokrywają go krótkie, sztywne włosy, na czubku znajduje się pęczek cieńszych włosów. Podobnie jak w przypadku innych przedstawicieli rodzaju Acomys, kolcomysz pochwycona za ogon może go jednorazowo odrzucić (ogon nie odrasta).
Wymiary dla holotypu (samiec): długość ciała – 119 mm, ogon – 71 mm, tylna łapa – 18 mm, ucho – 19 mm.

## Status
Nieskuteczne próby odłowu w latach 1980. i 1990. sugerują, że obszar występowania kolcomyszy cypryjskiej zmalał, ale wielkość populacji i trend jej zmian nie są znane, niepewny pozostaje także status taksonomiczny tych gryzoni. Międzynarodowa Unia Ochrony Przyrody nie przydzieliła im kategorii zagrożenia.